# Flakpanzer 38(t)

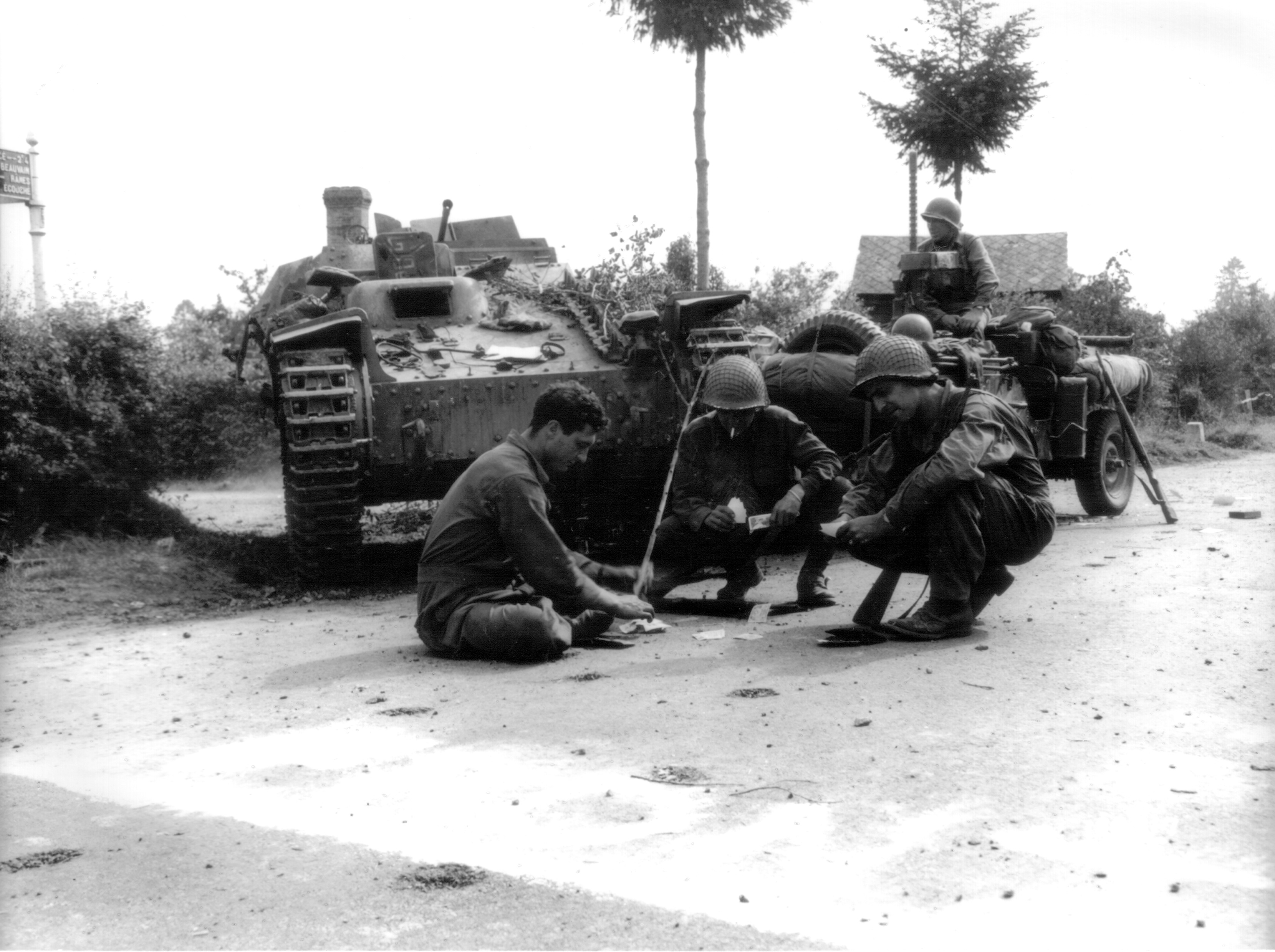
Američtí vojáci v Normandii hrající karty před zničeným Flakpanzerem 38(t)

Flakpanzer 38 (t), celým názvem 2-cm-Flak 38 auf Selbstfahrlafette Panzerkampfwagen 38 (t), někdy nesprávně označovaný jako Gepard, což může vést k záměně s nepříbuzným vozidlem Flakpanzer Gepard, bylo německé samohybné protiletadlové dělo používané během druhé světové války. Roku 1943 se začal v německé armádě projevovat nedostatek účinných protiletadlových prostředků, proto byl přijat plán na sestrojení mobilního protiletadlového kanónu. Jako nosič byl vybrán podvozek původně československého tanku LT vz. 38, který vyráběla firma Böhmisch-Mährische Maschinenfabrik AG (předválečná ČKD). V bojovém prostoru byl instalován na otočném podstavci rychlopalný kanón Flak 38 L/122,5 ráže 20 mm. Od listopadu 1943 do února 1944 bylo tohoto stroje vyrobeno zhruba 140 kusů.